# 不列颠社会党

不列颠社会党标志

不列颠社会党（英語：British Socialist Party，缩写为BSP）是英国历史上的一个马克思主义政黨。该党成立于1911年，前身是社会民主联盟。十月革命和第一次世界大戰結束後，不列颠社会党成为一个革命社會主義政黨。該黨還想成立一個範圍更大的共产主义政黨，並就此与其他激进政治团体谈判。最终不列颠社会党和其他政黨於1920年8月共同組建大不列颠共产党。 